# Vais Tlegenov
Vais Tlegenov – uzbecki zapaśnik walczący w stylu wolnym. Brązowy medal na mistrzostwach Azji w 2008. Jedenasty w Pucharze Świata w 2010 roku.